# Tapisserie de Tarragone
Tapís de Tarragona
La Tapisserie de Tarragone (en catalan : Tapís de Tarragona) est une tapisserie de Joan Miró créée en 1970 avec les artistes Josep Royo et Carles Delclaux.

## Description
L'œuvre est exposée au Musée d'Art Moderne de Tarragone.

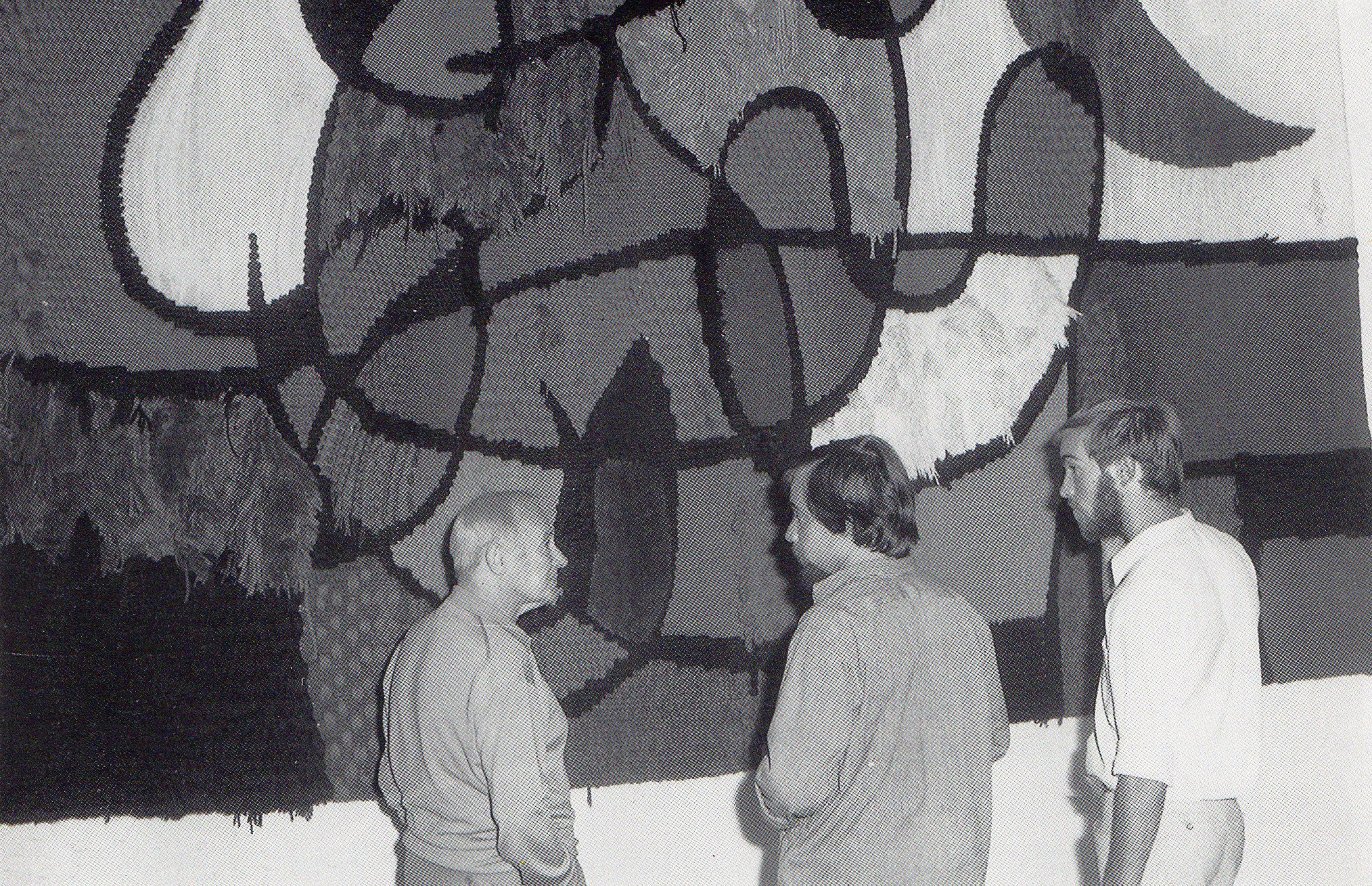
Josep Royo (au centre) avec Joan Miró (à gauche) et Carles Delclaux Is (à droite), devant la première version de la tapisserie de Tarragone.